# Michael Blake
Michael Blake (Fort Bragg, North Carolina, 5 juli 1945 – Tucson, Arizona, 2 mei 2015) was een Amerikaans auteur en screenwriter.
Blake’s familie verhuisde van North Carolina via Texas naar Zuid-Californië en trok daar van dorp naar dorp.

## Carrière
Zijn schrijverscarrière begon op de Walker Air Force Base, waar hij was gestationeerd op het Public Information Office. Hij was assistent-redacteur van The Strategian, de krant van de Walker-luchtmachtbasis. Na zijn dienstplicht studeerde hij journalistiek aan de University of New Mexico. In 1970 verliet hij de universiteit en bleef schrijven voor periodieken (magazines, tijdschriften).

### Dances With Wolves
Hij werd bekend door zijn boek Dances With Wolves (Danst Met Wolven) uit 1988, dat hij voor de gelijknamige film, waarin de hoofdrol wordt gespeeld door Kevin Costner, heeft bewerkt tot filmscript. Voor het schrijven van het filmscript ontving Blake een Academy Award. 
Het was ook Kevin Costner die Blake aanmoedigde het boek Dances With Wolves te schrijven. Nadat het door verschillende uitgeverijen was afgewezen, werd het boek in 1988 toch gepubliceerd door Ballantine Books.

### The Holy Road
In 2001 kwam het langverwachte vervolg op Dances With Wolves uit, dat The Holy Road (De Dans van de Krijger) heette.

### Andere boeken
Naast de boeken over Dances With Wolves heeft Blake ook andere boeken geschreven:
- Like A Running Dog, 2002 – een autobiografie.
- Marching To Valhalla – een roman.
- Airman Mortensen – roman over een 18-jarige piloot, Mortensen.

(deze lijst is niet compleet!)

### Overig
Michael Blake maakte ook muziek, in 2005 bracht hij zijn tweede album, getiteld I’m Alive, uit in samenwerking met Tony Gilkyson.

## Prijzen

### Professioneel
- Academy Award
- Golden Globe Award
- Silver Spur
- American Movie Award
- WGA Award
- Environmental Media Award
- Golden Quill

### Maatschappelijk werk
- Cancervive
- Animal Protection Institute
- American Library Association
- Amanda Blake Award
- Eleanor Roosevelt Award
- Americanism Award

## Burgerlijke staat
Blake was getrouwd vanaf 1993 en woonde met zijn vrouw en drie kinderen in het zuiden van Arizona, op een ranch.
Hij overleed in Tucson op 69-jarige leeftijd aan de Ziekte van Hodgkin.